# Rodney Whitaker

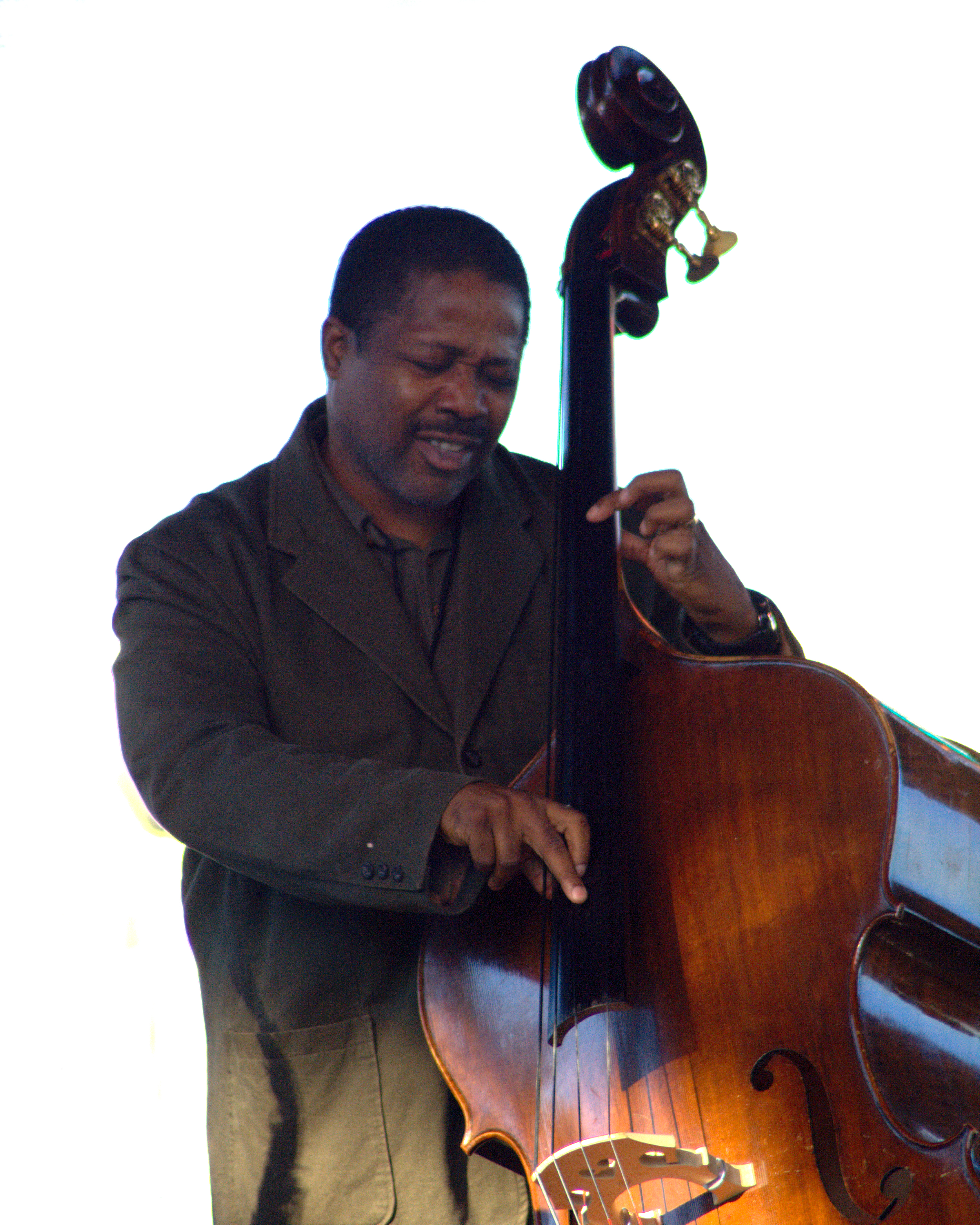
Rodney Whitaker

Rodney Thomas Whitaker (* 22. Februar 1968 in Detroit) ist ein US-amerikanischer Jazz-Bassist und Hochschullehrer.

## Leben
Rodney Whitaker lernte zunächst Violine und wechselte im Alter von 13 Jahren zum Kontrabass. Er spielte zunächst bei Donald Washington und studierte an der Wayne State University, außerdem bei Robert Gladstone, Bassist beim Detroit Symphony Orchestra und bei dem Trompeter Marcus Belgrave. Er arbeitete in den 1990er Jahren u. a. mit Terence Blanchard, Orrin Evans, Kenny Garrett (Pursuance, 1996), Wycliffe Gordon, Antonio Hart, Roy Hargrove (With the Tenors of Our Time, 1994), Joe Lovano, Kevin Mahogany, Eric Reed, Joe Temperley, Mark Whitfield, Walter Blanding und dem Lincoln Center Jazz Orchestra zusammen. 1999 wirkte er an Wynton Marsalis’ Album The Marciac Suite mit. Zu hören ist er auch auf Randy Sandkes New York-Tribut Uptown Lowdown: A Jazz Salute to the Big Apple (2000).
Whitaker nahm ab 1995 außerdem eine Reihe von Alben für die Label DIW und Criss Cross unter eigenem Namen auf, an denen Musiker wie Nicholas Payton, Wallace Roney, Ron Blake, James Carter, Stefon Harris, Wycliffe Gordon und Wynton Marsalis mitwirkten. Er ist zudem Leiter des Detroit Symphony Orchestra Civic Jazz Orchestra.
Neben seiner Mitwirkung an zahlreichen Plattenproduktionen als Sideman wirkte Whitaker an Filmmusiken mit, wie China, unter der Regie von Jeff Wray 2002.
Whitaker unterrichtete im Rahmen des Programms der International Association for Jazz Education (IAJE) und ist inzwischen Professor für Bass und Leiter des Bereichs für Jazz-Studien am College of Music an der Michigan State University. Außerdem unterrichtete er zahlreiche Meisterklassen an der Duke University, der Howard University, der University of Iowa, der University of Michigan, der New Yorker New School, dem Lincoln Center und im Rahmen des Detroit International Jazz Festival.
Außerdem wirkt er innerhalb des Detroit Symphony Orchestra an der Entwicklung der Jazz-Musikpädagogik mit und war an den Fakultäten der University of Michigan und dem Juilliard Institute of Jazz tätig.
2006 wurde Whitaker für den Juno Award, Kanadas Äquivalent zum Grammy, für seine Arbeit an dem Album “Let Me Tell You About My Day,” (Alma Records) nominiert. 2024 wurde er zum Mitglied der American Academy of Arts and Sciences gewählt.

## Diskographische Hinweise
- Children of the Light (DIW, 1995) mit Nicholas Payton, Wallace Roney
- Hidden Kingdom (DIW, 1996) mit James Carter, Ron Blake
- The Brooklyn Session: Ballads and Blues (Criss Cross, 1998) mit Wycliffe Gordon, Stefon Harris
- Yesterday Today and Tomorrow (Sirocco Jazz, 1999) mit Wynton Marsalis, Wycliffe Gordon, Dianne Reeves
- When We Find Ourselves Alone (Mack Avenue Records, 2014) mit Bruce Barth, Antonio Hart, Greg Hutchinson, Rockelle Fortin
- Oasis: The Music of Gregg Hill (2022), mit Terell Stafford, Tim Warfield, Bruce Barth, Dana Hall, Rockelle Fortin